# Nassam Ibrahim
Nassam Ibrahim (* 18. Februar 1997) ist ein ghanaischer Fußballspieler.

## Karriere

### Verein
Nassam Ibrahim erlernte das Fußballspielen in der Jugendmannschaft der Glow Lamp Soccer Academy. Bis Januar 2019 spielte er beim ghanaischen Verein Pofmade FC. Zu Beginn der Saison 2019 wechselte er im Januar zum japanischen Fünftligisten Ococias Kyoto AC. Mit dem Verein aus Kyōto spielte er in der Kansai Soccer League (Div.1). Nach 44 Ligaspielen und 13 geschossenen Toren unterschrieb er im Februar 2023 in Hongkong einen Vertrag beim Erstligisten Hong Kong Rangers FC. Am 15. Mai 2024 stand er mit den Rangers im Finale des Sapling Cup. Hier besiegte man den Kitchee SC mit 1:0. In der 40. Minute schoss er das Tor zum 1:0-Endstand. Im Juli 2024 verließ er den Verein und schloss sich in China dem Zweitligisten Suzhou Dongwu FC an. In 13 Saisonspielen gelangen ihm dort zwei Tore und der Verein beendete die Spielzeit auf dem 7. Platz. Doch schon Anfang 2025 kehrte er zu den Hong Kong Rangers zurück.

### Nationalmannschaft
Nassam Ibrahim spielte 2018 einmal in der ghanaischen U23-Nationalmannschaft und erzielte dabei einen Treffer.

## Erfolge
Hong Kong Rangers FC
- Sapling Cup: 2023/24